# Valladolid Rugby Asociación Club
Maillots
Actualités
Le Valladolid Rugby Asociación Club, plus connu sous le nom de VRAC Quesos Entrepinares ou simplement Quesos, est un club espagnol de rugby à XV fondé en 1986 et basé à Valladolid (Castille-et-León). L’équipe première évolue en División de Honor, le plus haut niveau du championnat d’Espagne de rugby à XV, et dispute ses rencontres à domicile au stade Pepe-Rojo, d’une capacité de 5 000 spectateurs.
Le club est le plus titré du rugby espagnol.

## Historique
L’introduction du rugby à Valladolid remonte aux années 1960. Georges « Jorge » Bernés, prêtre français et professeur au Colegio El Salvador, introduit le rugby dans cet établissement. Dans les années 1970, les Frères des écoles chrétiennes apportent également le rugby au Colegio Nuestra Señora de Lourdes (es). Ces deux initiatives scolaires sont à l’origine des deux clubs majeurs de la ville : le Club de Rugby El Salvador et le VRAC.
Graduellement, le rugby à XV prend de l'importance, et une équipe senior issue de cet établissement accède à la División de Honor à la fin des années 1980. En 1986, après que le collège décide de ne plus soutenir financièrement l'équipe, les joueurs fondent le Valladolid Rugby Asociación Club. Le premier sponsor, Granja Conchita, une entreprise laitière, inspire le surnom populaire de l’équipe, Quesos, qui fait référence aux fromages.
Les couleurs du club, bleu marine et blanc, sont choisies en hommage à l’équipe nationale écossaise.
En 1991, le VRAC accède à la División de Honor, où il se maintient depuis sans relégation. Le club développe un projet stable, axé sur la formation de ses jeunes et un recrutement ciblé. Il entretient une forte rivalité avec l’autre club de la ville, le Club de Rugby El Salvador, et contribue ainsi à faire de Valladolid la capitale officieuse du rugby espagnol.
Le VRAC remporte sa première Coupe du Roi en 1998, puis devient champion d’Espagne pour la première fois en 1999. Il dispute ensuite le challenge européen en 2001-2002, affrontant des formations telles que les London Irish et l’Union sportive dacquoise.
À partir des années 2010, le club entre dans une période de domination sur le plan national. Entre 2010 et 2025, il remporte trente-deux titres sous la direction de plusieurs entraîneurs, dont Diego Merino, devenu l’entraîneur le plus titré du rugby ibérique avec vingt-sept trophées. Le VRAC remporte notamment treize championnats, dont cinq consécutifs entre 2016 et 2021, ainsi que huit Supercoupes d’Espagne, dont six consécutives entre 2012 et 2017. Il s’impose également huit fois en Coupe Ibérique, dont cinq fois de suite entre 2017 et 2022.
En 2014, le club réalise un grand chelem en remportant la División de Honor, la Coupe du Roi, la Supercoupe et la Coupe Ibérique. En 2016, il dispute face au CR El Salvador la finale de la Coupe du Roi devant plus de 26 000 spectateurs au stade José-Zorrilla, en présence du roi Felipe VI. En 2015, le club participe également à la phase qualificative de la Challenge Cup européenne.

## Identité du club
Le club est couramment désigné sous les noms de VRAC, Quesos ou Queseros, en référence à ses liens historiques avec l’industrie laitière et fromagère. Le chant Flower of Scotland, hymne écossais, est devenu un hymne officieux du club et de ses supporters.
Le VRAC évolue au stade Pepe-Rojo, situés dans le complexe sportif de Valladolid, qui peut accueillir environ 5 000 spectateurs.
Fidèle à ses origines scolaires, le club accorde une grande importance à la formation de ses jeunes joueurs, via sa cantera. Il a également mis en place une équipe féminine en 2015, qui participe aux compétitions régionales de Castille-et-León.

## Palmarès
- Championnat d'Espagne (13) 
  - Champion : 1999, 2001, 2012, 2013, 2014, 2015, 2017, 2018, 2020, 2021, 2021, 2023, 2024
- Copa del Rey (5)
  - Vainqueur : 1998, 2010, 2014, 2015, 2018
- Supercoupe d'Espagne (8)  
  - Vainqueur : 2010, 2012, 2013, 2014, 2015, 2016, 2017, 2019
- Coupe ibérique (5)
  - Vainqueur : 2014, 2017, 2018, 2019, 2020

## Personnalités historiques du club

### Joueurs emblématiques
- Fernando de la Fuente « Canas »
- Miguel Velasco « Miguelón »
- Lisandro Arbizu
- Diego Merino (entraîneur depuis 2013)